# Grisen Skrikers 1:a & 2:a EP + 4 Låtar Till
Grisen Skrikers 1:a & 2:a EP + 4 Låtar Till är ett samlingsalbum med det svenska punkbandet Grisen Skriker som kom ut 1995. Albumet innehåller bandets 2 EP-skivor samt en tidigare outgiven liveinspelning som spelades in av Sveriges Radio för radioprogrammet Tonkraft som sändes 1979.

## Låtarna på albumet
1. Dansa Tills Du Dör *
2. Ett Tusen Punks *
3. Möglig Svamp *
4. Tänk Om... *
5. Sextiofem *
6. Vår Tids Folkmusik **
7. Plast **
8. Vi Ska Visa Dom **
9. En Öl Till **
10. Grisen Skriker ***
11. Jag Är Så Dum ***
12. P3 ***
13. Direkt Aktion ***

- *=Från Grisen Skrikers EP
- **= Från Grisen Skrikers Sista EP
- ***= Inspelat för Sveriges Radio